# Гаррісон (Огайо)
Гаррісон (англ. Harrison) — місто (англ. city) в США, в окрузі Гамільтон штату Огайо. Населення — 12 563 особи (2020).

## Географія
Гаррісон розташований за координатами 39°15′24″ пн. ш. 84°47′23″ зх. д. / 39.25667° пн. ш. 84.78972° зх. д. (39.256620, -84.789593).  За даними Бюро перепису населення США в 2010 році місто мало площу 12,84 км², з яких 12,75 км² — суходіл та 0,10 км² — водойми. В 2017 році площа становила 13,58 км², з яких 13,48 км² — суходіл та 0,10 км² — водойми.

## Демографія
Згідно з переписом 2010 року, у місті мешкало 9897 осіб у 3765 домогосподарствах у складі 2659 родин. Густота населення становила 771 особа/км².  Було 4054 помешкання (316/км²).
Расовий склад населення:
| - 97,6 % — білих - 0,6 % — азіатів - 0,3 % — чорних або афроамериканців - 0,2 % — корінних американців |

До двох чи більше рас належало 0,8 %. Частка іспаномовних становила 1,1 % від усіх жителів.
За віковим діапазоном населення розподілялося таким чином: 26,2 % — особи молодші 18 років, 62,5 % — особи у віці 18—64 років, 11,3 % — особи у віці 65 років та старші. Медіана віку мешканця становила 34,7 року. На 100 осіб жіночої статі у місті припадало 94,9 чоловіків;  на 100 жінок у віці від 18 років та старших — 90,0 чоловіків також старших 18 років.
Середній дохід на одне домашнє господарство  становив 67 392 долари США (медіана — 58 922), а середній дохід на одну сім'ю — 78 530 доларів (медіана — 69 167). Медіана доходів становила 51 772 долари для чоловіків та 41 345 доларів для жінок. За межею бідності перебувало 6,3 % осіб, у тому числі 3,3 % дітей у віці до 18 років та 11,3 % осіб у віці 65 років та старших.
Цивільне працевлаштоване населення становило 5497 осіб. Основні галузі зайнятості: освіта, охорона здоров'я та соціальна допомога — 24,0 %, роздрібна торгівля — 13,0 %, виробництво — 12,4 %.